# Molde FK
Molde Fotballklubb – norweski klub piłkarski z miasta Molde, założony 19 czerwca 1911, grający w rozgrywkach Eliteserien.
30 października 2011 klub prowadzony przez byłego piłkarza Molde FK i Manchesteru United Ole Gunnara Solskjæra zdobył pierwsze w historii mistrzostwo kraju. 11 listopada 2012 powtórzył wyczyn sprzed roku i dopisał do historii klubu drugie mistrzostwo Norwegii.

## Sukcesy
- Eliteserien
  - mistrzostwo (5): 2011, 2012, 2014, 2019, 2022
  - wicemistrzostwo (11): 1974, 1987, 1995, 1998, 1999, 2002, 2009, 2017, 2018, 2020, 2021
- Puchar Norwegii
  - zwycięstwo (5): 1994, 2005, 2013, 2014, 2021/22, 2023
  - finał (4): 1982, 1989, 2009, 2024

## Skład na sezon 2024
Stan na 19 września 2024
| Nr | Poz. | Piłkarz                       |
| -- | ---- | ----------------------------- |
| 2  | OB   | Martin Bjørnbak               |
| 3  | OB   | Casper Øyvann                 |
| 4  | OB   | Valdemar Lund Jensen          |
| 5  | PO   | Eirik Hestad                  |
| 7  | PO   | Magnus Wolff Eikrem (kapitan) |
| 8  | NA   | Fredrik Gulbrandsen           |
| 9  | NA   | Frederik Ihler                |
| 10 | PO   | Mads Enggård                  |
| 11 | NA   | Aaron Olanare                 |
| 14 | NA   | Veton Berisha                 |
| 15 | PO   | Markus André Kaasa            |
| 16 | PO   | Emil Breivik                  |
| 17 | PO   | Mats Møller Dæhli             |
| 18 | PO   | Halldor Østervold Stenevik    |
| 19 | OB   | Eirik Haugan                  |

| Nr | Poz. | Piłkarz                                        |
| -- | ---- | ---------------------------------------------- |
| 20 | PO   | Kristian Eriksen                               |
| 21 | OB   | Martin Linnes                                  |
| 22 | BR   | Albert Posiadała                               |
| 23 | PO   | Sondre Granaas                                 |
| 24 | PO   | Johan Bakke                                    |
| 25 | OB   | Anders Hagelskjær                              |
| 26 | OB   | Isak Amundsen                                  |
| 27 | NA   | Ola Brynhildsen (wypożyczony z FC Midtjylland) |
| 28 | OB   | Kristoffer Haugen                              |
| 29 | PO   | Gustav Nyheim                                  |
| 31 | OB   | Mathias Fjørtoft Løvik                         |
| 32 | BR   | Peder Hoel Lervik                              |
| 33 | PO   | Niklas Ødegård                                 |
| 34 | BR   | Sean McDermott                                 |
| 51 | BR   | Mads Myklebust                                 |